# Наленч IV
Наленч IV – шляхетський, вид шляхетського герба Наленч.

## Опис герба
У полі червоний покладена в коло срібна пов'язка з опущеними кінцями, що зв'язана внизу.
Клейнод: Три пера страуса.
Намет: Червоний, підбитий сріблом.

## Найбільш ранні згадки
Вперше герб з'явився в Гербовнику лицарства Великого Князівства Литовського Альберта Віюк-Каяловича.

## Роди
- Козміани (Koźmian),
- Козмінські (Koźmiński).